# Bagratovská Ibérie
Ibérské království, oficiálním názvem Království Ibérů (gruzínsky ქართველთა სამეფო, v latince kartvelta samepo), byla středověká gruzínská monarchie (království) pod vládou dynastie Bagration přibližně na území dnešní Gruzie. Středověké království nazývané původně Ibérie vzniklo přibližně roku 888, kdy byl kníže Ardanase IV. korunován „králem Ibérů“. Později Bagrat III. sjednotil většinu gruzínských území v nezávislý stát a lze ho tak považovat za prvního krále Gruzínského království.